# 30 v. Chr.
Portal Geschichte | Portal Biografien | Aktuelle Ereignisse | Jahreskalender | Tagesartikel

◄ |
2. Jahrhundert v. Chr. |
1. Jahrhundert v. Chr. |
1. Jahrhundert |
►

◄ | 50er v. Chr. | 40er v. Chr. | 30er v. Chr. | 20er v. Chr. |
10er v. Chr. |
►

◄◄ | ◄ | 33 v. Chr. | 32 v. Chr. | 31 v. Chr. | 30 v. Chr. |
29 v. Chr. |
28 v. Chr. |
27 v. Chr. |
► |
►►
Staatsoberhäupter

## Ereignisse
- 1. August: Einzug Octavians in Alexandria; Marcus Antonius tötet sich selbst.
- 12. August: Kleopatra begeht Suizid; das Diadochenreich (siehe Alexander der Große) der Ptolemäer in Ägypten geht unter.

## Geboren
- um 30 v. Chr.: Marbod, König der Markomannen († 37 n. Chr.)

## Gestorben
- 1. August: Marcus Antonius, römischer Politiker (Selbsttötung) (* um 85 v. Chr.)
- 12. August: Kleopatra VII., letzte Königin des ägyptischen Ptolemäerreiches (* 69 v. Chr.)
- 23. August: Ptolemaios XV. Caesarion, Sohn von Caesar und Kleopatra VII. (* 47 v. Chr.)
- Marcus Antonius Antyllus, Sohn des Marcus Antonius (* 47 v. Chr.)
- Artavasdes II., König von Armenien
- Publius Canidius Crassus, römischer Politiker und Feldherr
- Johannes Hyrkanos II., ehemaliger Hohepriester und Herrscher von Judäa, hingerichtet im Auftrag von Herodes